# Jezioro Oświejskie
Jezioro Oświejskie (biał. возера Асвейскае, woziera Aswiejskaje; ros. озеро Освейское; oziero Oswiejskoje) – jezioro na Białorusi w rejonie wierchniedźwińskim w obwodzie witebskim.
Jezioro Oświejskie jest drugim co do wielkości jeziorem Białorusi (po jeziorze Narocz). Położone jest na wysokości 129,8 m n.p.m. Jezioro ma powierzchnię 52,8 km², a jego wymiary to 11,4 x 7,8 km. Jezioro jest dość płytkie – średnia głębokość wynosi 2 m, zaś maksymalna 7,5 m. Długość linii brzegowej to 33,4 km. Zlewnia jeziora zajmuje obszar 259 km². Podczas powodzi do 2 km² wybrzeża jeziora zalewane jest wodą.
Jezioro położone jest w pobliżu granicy z Łotwą i Rosją w zlewni rzeki Dryssa. Poprzez wypływającą rzeczkę Dziekciarówka połączone jest z jeziorem Lisno. Na zachód od jeziora położone są Bagna Oświeskie. Nad jeziorem leży osiedle typu miejskiego Oświeja oraz kilka mniejszych wiosek. Jezioro wchodzi w skład Oświejskiego Parku Krajobrazowego.
Kotlina jeziora jest owalna. Brzegi są niskie, torfiaste lub piaszczyste, porośnięte krzakami. Dno jeziora jest torfiaste, w północno-wschodniej części ilasto-piaszczyste. W zachodniej części jeziora znajduje się wyspa o pow. 5 km² i wysokości do 30 m. Do jeziora wpływa rzeka Wydranka i ok. 40 strumieni i kanałów odwadniających. 
Jezioro zalicza się do jezior eutroficznych. Silnie zarasta roślinnością nadwodną. Poziom wody obniżył z powodu prac melioracyjnych oraz prawdopodobnie wydobywania torfu w okolicy. Zarastanie sprawia, że jezioro traci znaczenie jako miejsce występowania ryb i ptactwa wodnego.
W Jeziorze Oświejskim występuje m.in. ryby: leszcz, szczupak, sandacz, karaś, miętus, węgorz. Jezioro jest największym w regionie miejscem gniazdowania ptactwa wodnego. Występuje tu łabędź niemy, kaczka krzyżówka, głowienka zwyczajna, łyska zwyczajna oraz inne gatunki ptaków wodno-błotnych w okresie jesiennej i wiosennej koncentracji. Na brzegach jeziora żyje bóbr i piżmak.
Jezioro jest wykorzystywane w rybołówstwie oraz celach rekreacyjnych. Na brzegu jeziora zlokalizowany jest teren łowiecki oraz baza rybacka.